# Brachydesmus exiguus
Brachydesmus exiguus är en mångfotingart som beskrevs av Henri W. Brölemann 1894. Brachydesmus exiguus ingår i släktet Brachydesmus och familjen plattdubbelfotingar. Inga underarter finns listade i Catalogue of Life.